# نيلسن إيليس
نيلسن إيليس (بالإنجليزية: Nelsan Ellis)‏‏ (30 نوفمبر 1977 - 8 يوليو 2017)، هو ممثل وكاتب مسرحي أمريكي وشارك في عدة أفلام سينمائية ومسلسلات، وحصل على بعض الجوائز، كجائزة أكاديمية الصحفية الدولية عام 2008 وغيرها. حقق شهرته بعد تمثيله في مسلسل دم حقيقي الذي عرض على قناة إتش بي أو الذي بدأ عرضه من سنة 2008 حتى 2014. كما قام بدور «بوبي بيرد» في فيلم انهض، الذي جسد سيرة حياة الموسيقي جيمس براون.

## حياته
ولد نيلسن في بمدينة هارفي في ولاية إلينوي، ودرس في جامعة أكسفورد وكولومبيا بشيكاغو.

## أعماله

### الأفلام
- المساعدة (2011)
- رئيس الخدم (2013)
- انهض (2014)
- تجربة سجن ستانفورد (2015)

### مسلسلات
- فيرونيكا مارس (2007) (حلقة واحدة)
- دون أثر (2007) (حلقة واحدة)
- دم حقيقي (2008 - 2014)
- الإبتدائية (2016 - 2017)

## وصلات خارجية
- نيلسن إيليس على موقع IMDb (الإنجليزية)
- نيلسن إيليس على موقع روتن توميتوز (الإنجليزية)
- نيلسن إيليس على موقع ألو سيني (الفرنسية)
- نيلسن إيليس على موقع أول موفي (الإنجليزية)
- نيلسن إيليس على موقع قاعدة بيانات الأفلام السويدية (السويدية)
- نيلسن إيليس على موقع إن إن دي بي (الإنجليزية)
- نيلسن إيليس على موقع قاعدة بيانات الفيلم (الإنجليزية)
- نيلسن إيليس على موقع كينوبويسك (الروسية)